# Parc national du haut Balaton
Le parc national du haut Balaton (en hongrois Balaton-felvidéki Nemzeti Park, [ˈbɒlɒton ˌfɛlvide:ki ˈnɛmzɛti pɒɾk]) est un parc national de Hongrie. Il fut créé en 1997 sur la rive nord-ouest du lac Balaton et couvre 570 km².

## Histoire
En 1997, un système écologique protégé englobant la zone adjacente des hautes terres de Balaton (rive nord du lac Balaton) a été établi avec la connexion des zones déjà protégées qui étaient séparées pendant longtemps. La superficie de 56 997 hectares du parc national de Balaton-felvidéki se compose principalement de ces six zones de protection du paysage. Le parc national a son siège à Veszprém, la plus grande ville de la région de Balaton.

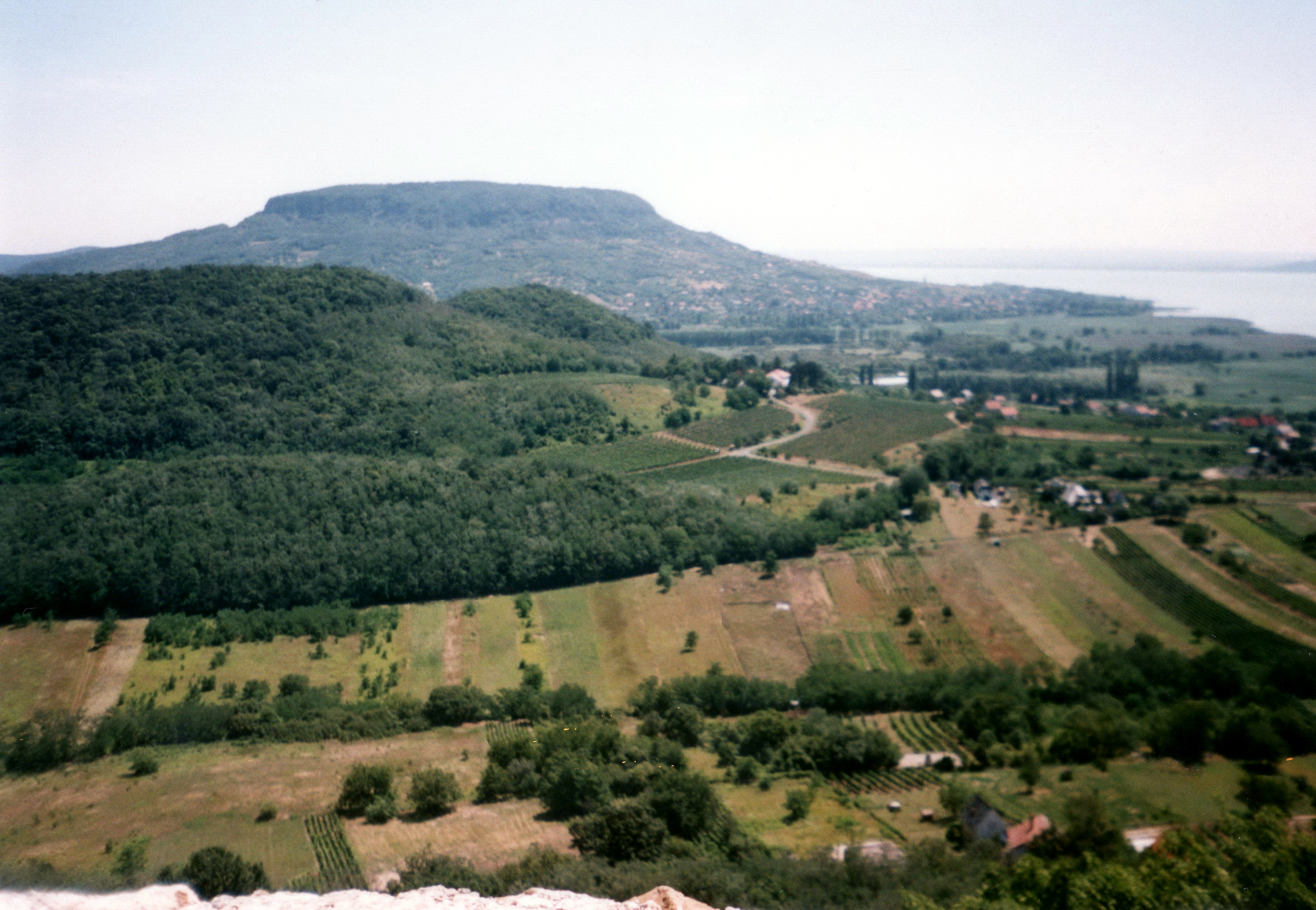
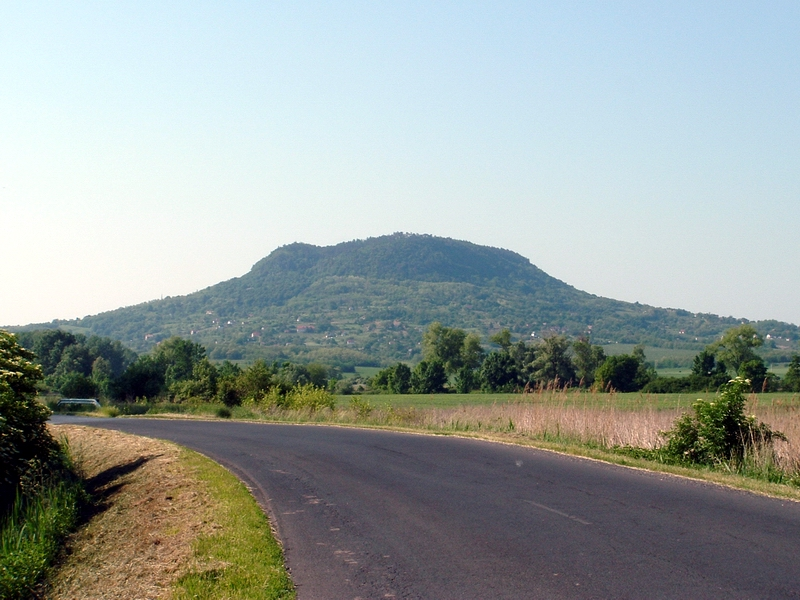
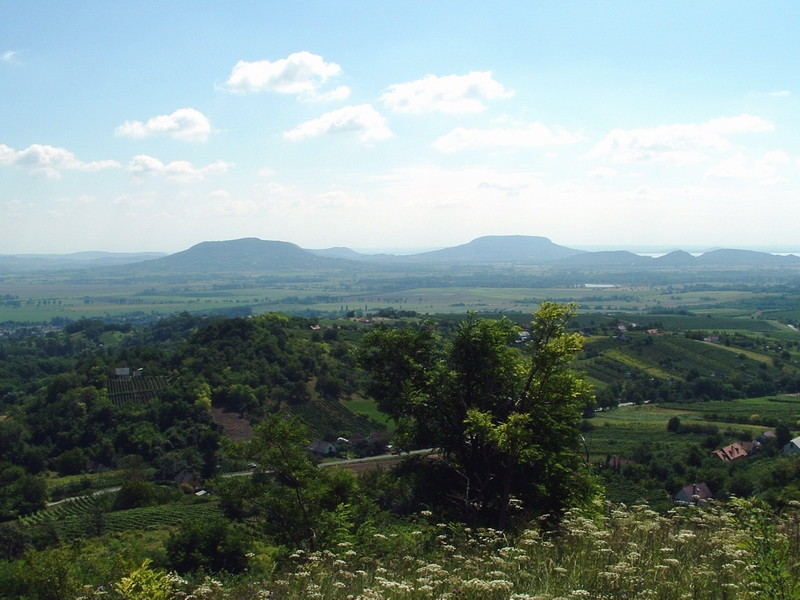
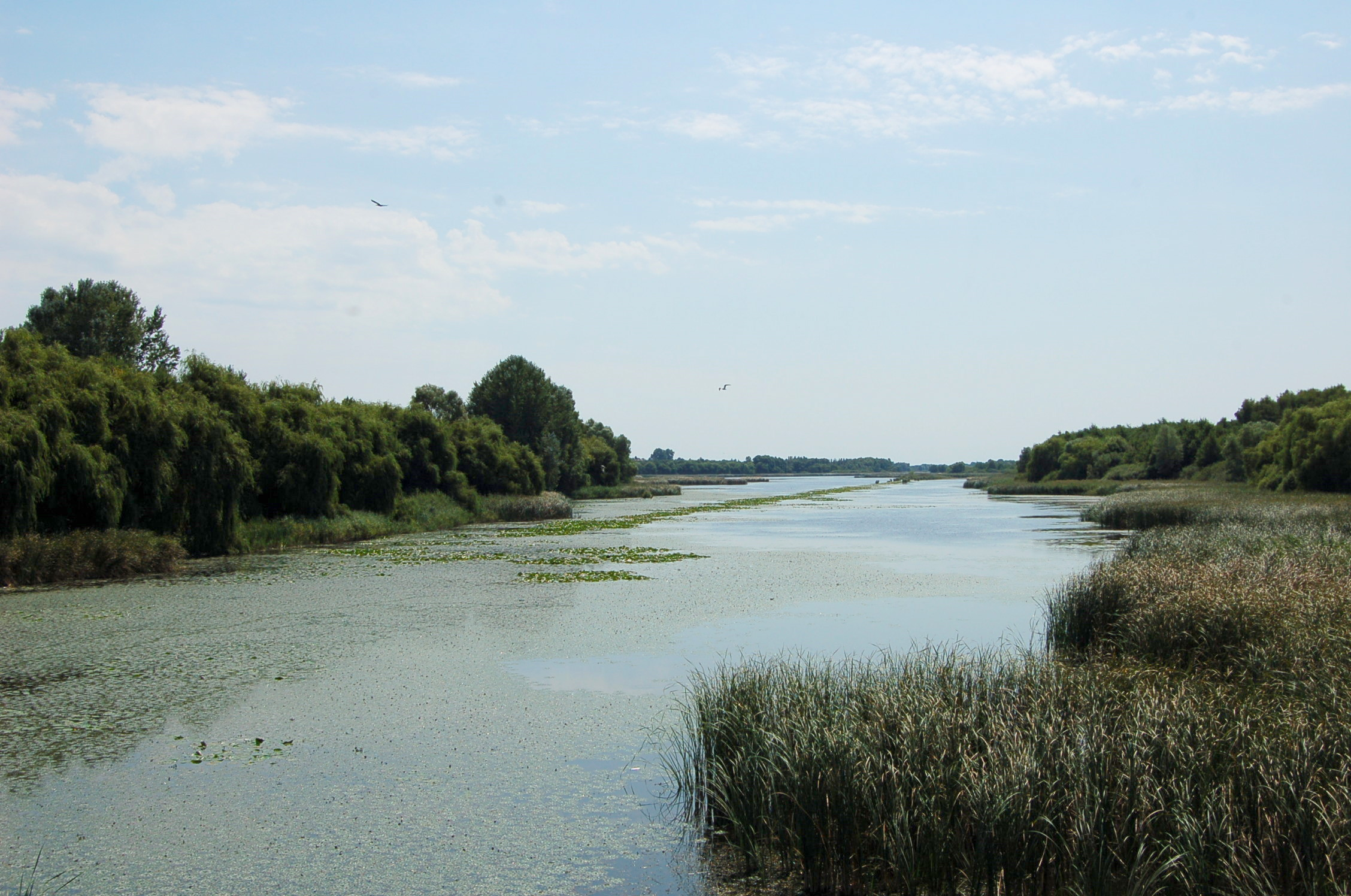
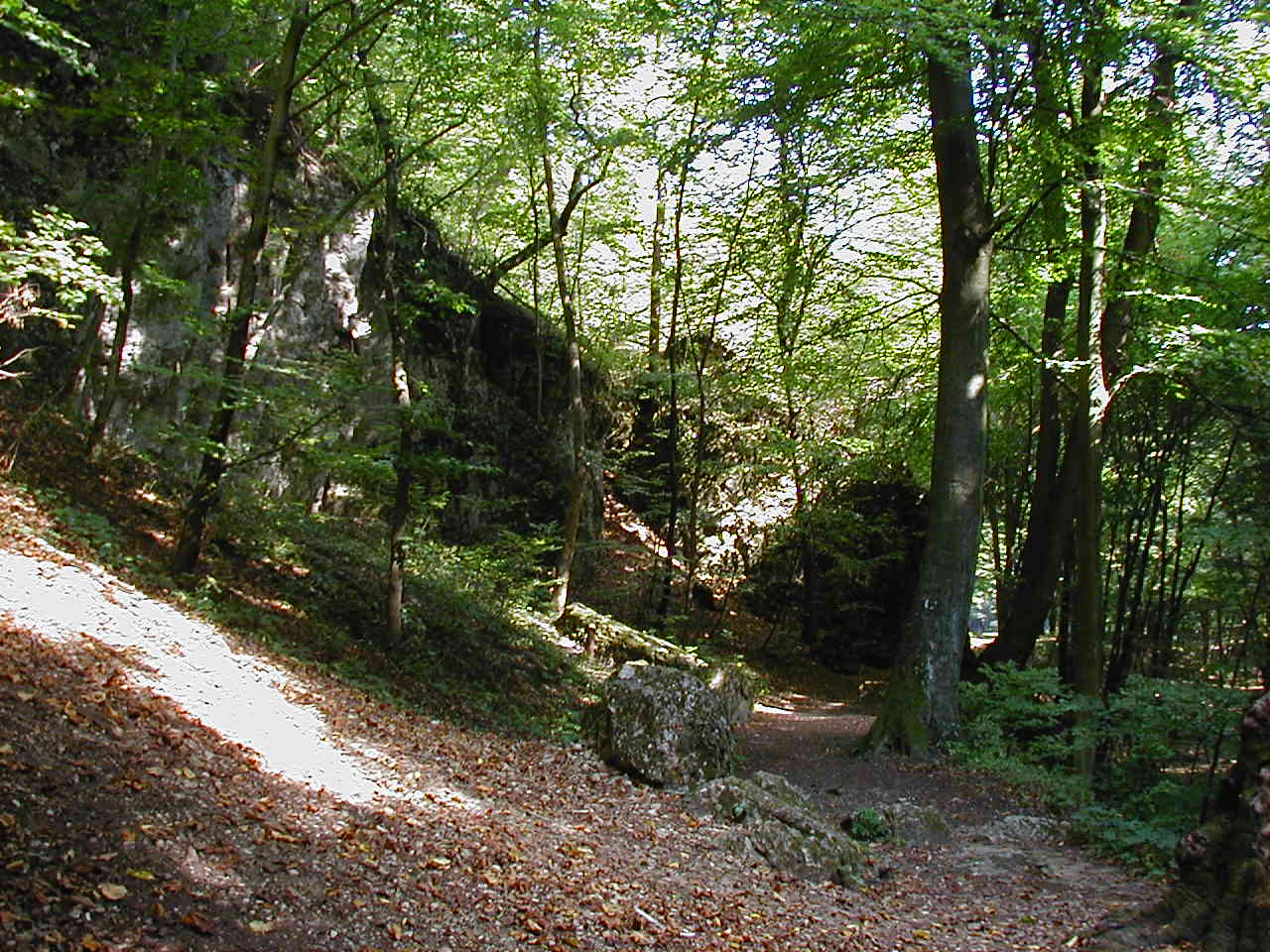
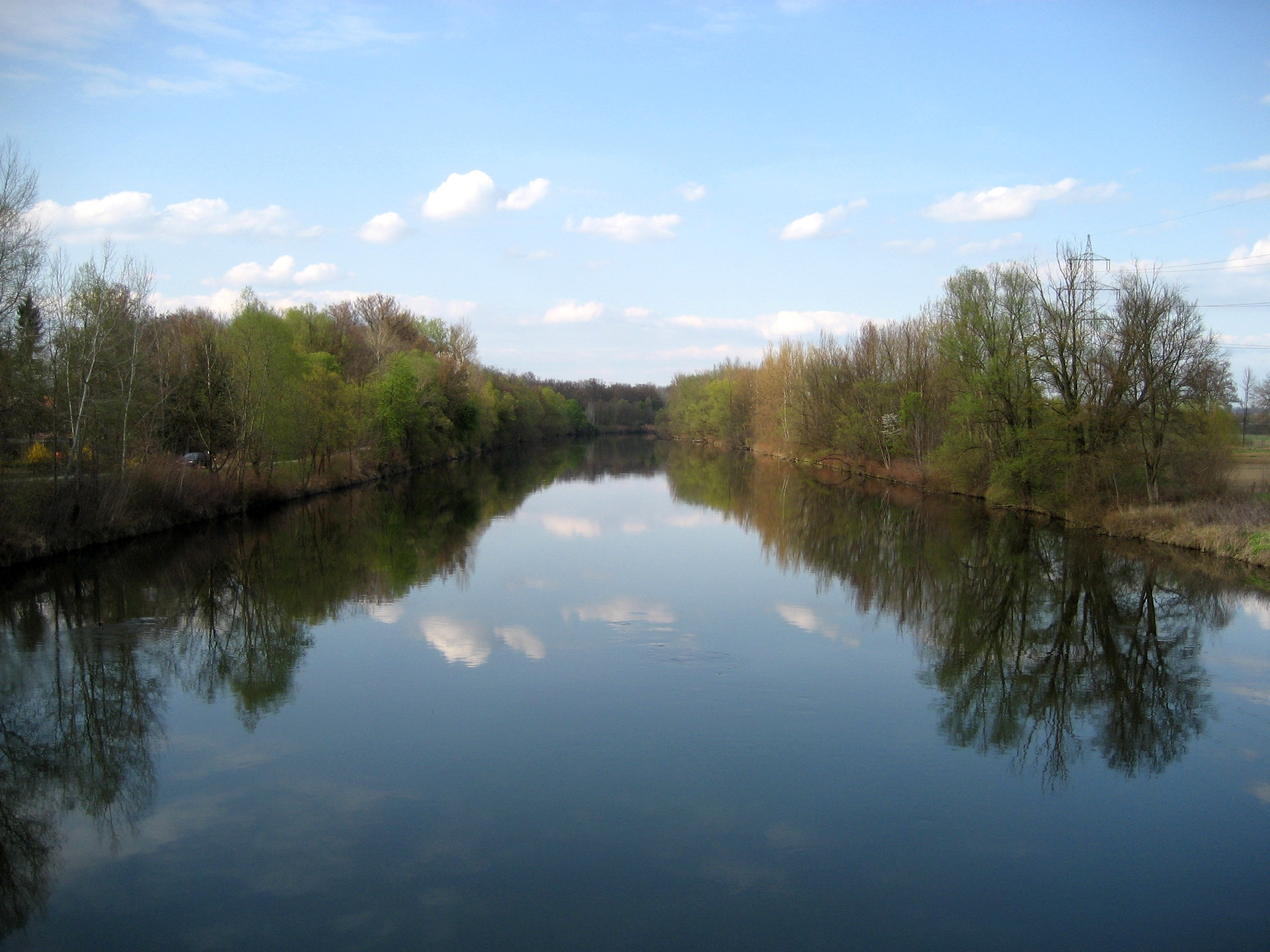
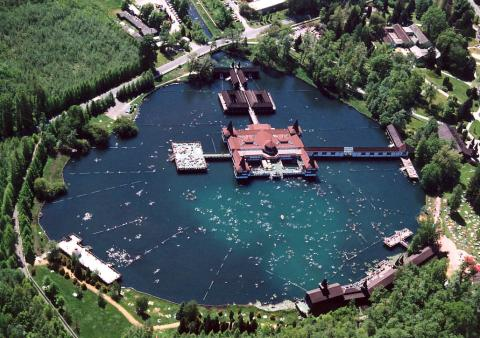